# Dömök István
Dömök István (Pesterzsébet, 1925. április 13. – Budapest, 2004. február 27.) magyar orvos, virológus, mikrobiológus, epidemiológus, címzetes egyetemi tanár.

## Magánélete
Pesterzsébeten született szegény család sokadik gyermekeként, valamennyi idősebb testvére nagyrészt csecsemőkorban, fertőző betegségben (gümőkór) hunyt el. Szülei: Idősebb Dömök István (1885-1961), villamosvezető, Kiss Mária (1889-1957) háztartásbeli. Felesége Kis-Vígh Lívia Erzsébet dr. (1925-1989) orvos, gyógyszerkutató orvos, teratológus. Egyetemi ismeretségből származott kapcsolatuk, 1949-ben házasodtak össze. Gyermekeik: Dömök László (1950) orvos, belgyógyász, háziorvostan, üzemorvostan szakorvos, Dömök Gábor (1955) villamosmérnök, videómérnök.

## Tanulmányok
A pestszenterzsébeti Kossuth Lajos Gimnáziumban érettségizett, majd 1943-ban iratkozott be a budapesti Királyi Magyar Pázmány Péter Tudományegyetem Orvostudományi Karára (jelenleg: Semmelweis Egyetem). A második világháború vége előtt közvetlenül bevonultatták, alakulatát a közelgő szovjet csapatok elől nyugatra menekítették, ahol amerikai hadifogságba került. Hazatérve folytatta orvosi tanulmányait, 1950-ben szerezte meg az általános orvosi diplomát. 1955-ben laboratóriumi, 1961-ben közegészségügyi-járványügyi laboratóriumi, 1980-ban mikrobiológiai szakorvosi képesítést szerzett.

## Munkássága, tevékenységi köre
1951-1970-ig az Országos Közegészségügyi Intézet Virológiai Osztályának munkatársaként dolgozott. Az ötvenes években kezdett foglalkozni, a szövettenyésztés technikájának birtokában az enterovírusokkal. Számos enterovírust kitenyésztett magyar betegekből. Kandidátusi értekezésében (PhD) egy enterovírus, a coxsacki vírus és a járványos gyermekbénulás vírusainak kölcsönhatásáról írt.
1970-től az Egészségügyi Világszervezet (WHO) megbízásából annak ugandai víruskutató csoportját vezette. Azt a kérdést vizsgálták, hogy miért nem elég hatékony a Sabin-féle járványos gyermekbénulás elleni oltóanyag a trópusokon élő gyermekekben. Megtalálták a választ: az afrikai szokásoknak megfelelően itt az anyák nem csak a csecsemőiket, de a védőoltást kapó nagyobb gyermekeiket is anyatejükkel táplálták. Az anyatejben lévő vírusellenes ellenanyagok pedig semlegesítették a szájon keresztül beadott Sabin cseppekben lévő vakcina vírusokat. A vakcinához az anyatejben lévő védőanyagokat semlegesítő (antihumán) gammaglobulint kevertek az ugandai oltások során, ami valóban megjavította a védőoltások hatékonyságát, igazolva ezzel feltételezésüket.
1973-ban Magyarországra visszatérve az Országos Közegészségügyi Intézet Virológiai Osztályának osztályvezetői teendőivel bízták meg. 1975-ben ugyanezen intézet Járványügyi és Mikrobiológiai Főosztályának vezetőjévé nevezték ki. 1984-től nyugdíjazásáig volt az Országos Közegészségügyi Intézet főigazgató helyettese. 1988-ban kanyaró járvány alakult ki a sorkatonák között, ami elterjedt az egész országban. Ennek az volt az oka, hogy az akkori védőoltási rendszerben a gyermekek csak egyszer kaptak kanyaró elleni védőoltást. Ezt felismerve vezették be a 11-éves korban kötelező második oltást, ami a későbbiekben megakadályozta a kanyaró járványok kialakulását.
1989-ben felfedezték az AIDS betegség kórokozóját és lehetővé vált a HIV-1 vírus diagnosztikája is. Magyarországon is megszervezték a HIV/AIDS referencia laboratórium kialakítását. Főigazgató helyettesként Dömök professzor fontos feladatának tekintette, hogy a HIV/AIDS járvány magyarországi elterjedését minél jobban lelassítsa. Munkatársaival több ismeretterjesztő közleményt és könyvet írtak, oktatófilmeket készítettek.
Fontos tevékenysége volt, az influenza védőoltás hazai termelésének a nemzetközi előírásoknak megfelelő biztonsági feltételek közé helyezése. Nevéhez fűződött az első hazai orvosi vírusdiagnosztikai laboratórium létrehozása. Munkatársaival 1992-től megszervezte a vírusos hepatitisekkel kapcsolatos komplex megelőzési programot, amely országosan lehetővé tette a diagnosztika, a szűrések és a védőoltások megszervezését. Az ő munkája bizonyította be először, hogy a gyengített gyermekbénulás elleni védőoltások igen ritkán képesek megbetegedéseket okozni. Maga Albert Bruce Sabin, az élő, gyengített vírussal történő védőoltás kidolgozója javasolta őt a gyengített védőoltások felügyeletével foglalkozó WHO bizottságba.
Irányításával működött a Egészségügyi Világszervezet (WHO) Enterovírus Referens Laboratórium és a Nemzeti WHO Influenza Központ.1996-tól volt a Egészségügyi Világszervezet Európai Regionális Bizottságának tagja, mely kinyilvánította a járványos gyermekbénulás (poliomyelitis) európai eradikációját (megszüntetését). A járványos gyermekbénulás, az influenza és a HIV/AIDS megelőzés területén nélküle nem érhette volna el hazánk azokat a kedvező járványügyi mutatókat és laboratóriumi teljesítő képességet, amellyel Magyarország belépett az Európai Unióba.
1985-től tevékenykedett a Magyar AIDS Bizottságban. Vezetőségi tagja volt az Infektológiai Társaságnak, illetve a Magyar Higiénikusok Társaságának és elnöke a Közegészségügyi-, Járványügyi és Sugáregészségügyi Szakmai Kollégiumnak. 1983-1988-ig a Magyar Mikrobiológiai Társaság főtitkára volt.
Közreműködött az Acta Microbiologica Hungarica és az Egészségtudomány című folyóirat szerkesztőbizottságának a munkájában. 2001-ben jelent meg Michael Oldstone Vírusvadászok című nagy sikerű könyve, melyben a neves virológus érdekes történetek révén mutatja be a vírusok ellen folyó küzdelmet. A könyvet Dömök professzor fordította, és szakmai magyarázatokkal látta el.
Az egykori Orvostovábbképző Intézet (később Hajnal Imre Egészségtudományi Egyetem) professzoraként a szakorvosképzés, továbbképzés és a higiénikus képzés terén elévülhetetlen érdemeket szerzett.

## Publikációi, szűkebb kutatási területe
Több mint száz tudományos publikációja volt az alábbi témakörökből:
- Vírusdiagnosztika,
- Az influenza vírusok antigén meghatározása, epidemiológiája,
- Enterovírus fertőzések,
- A Sabin-cseppek (poliovírus elleni védőoltás) hatékonysága és biztonságossága,
- A poliovírusok és egyéb enterovírusok genetikai tulajdonságai,
- A hepatitis vírusfertőzések megelőzése és virológiai diagnosztikája,
- HIV/AIDS epidemiológiai tanulmányok

## Kitüntetései
- MTA Akadémiai Díj II. fokozat (1961)
- Kiváló Orvos (1962)
- Érdemes Orvos (1968)
- Bókay János-emlékérem (1965)
- Fodor József-emlékérem (1986, 1998)
- Manninger Rezső-emlékérem (1989)
- A Magyar Köztársasági Érdemrend tisztikeresztje (1995)
- Freddie Mercury-díj (HIV/AIDS-munkássága elismeréséül)
- I. osztályú Honvédelemért Kitüntető Cím (1997)
- Nyerges Gábor-emlékplakett (2003)
- Népegészségügyért Tudományos Társaság NET Emlékérme (2003)

## Emlékezete
2009. szeptember 29–én Budapesten a Fodor József Teremben egykori munkatársai, tanítványai emlékülést tartottak tiszteletére, melyet követően egykori intézete falán elhelyezett emléktáblát avattak. Az emléktáblán látható dombormű Kubászova Tamara, szobrászművész alkotása, aki egykor Dömök professzor munkatársa volt.

## Galéria

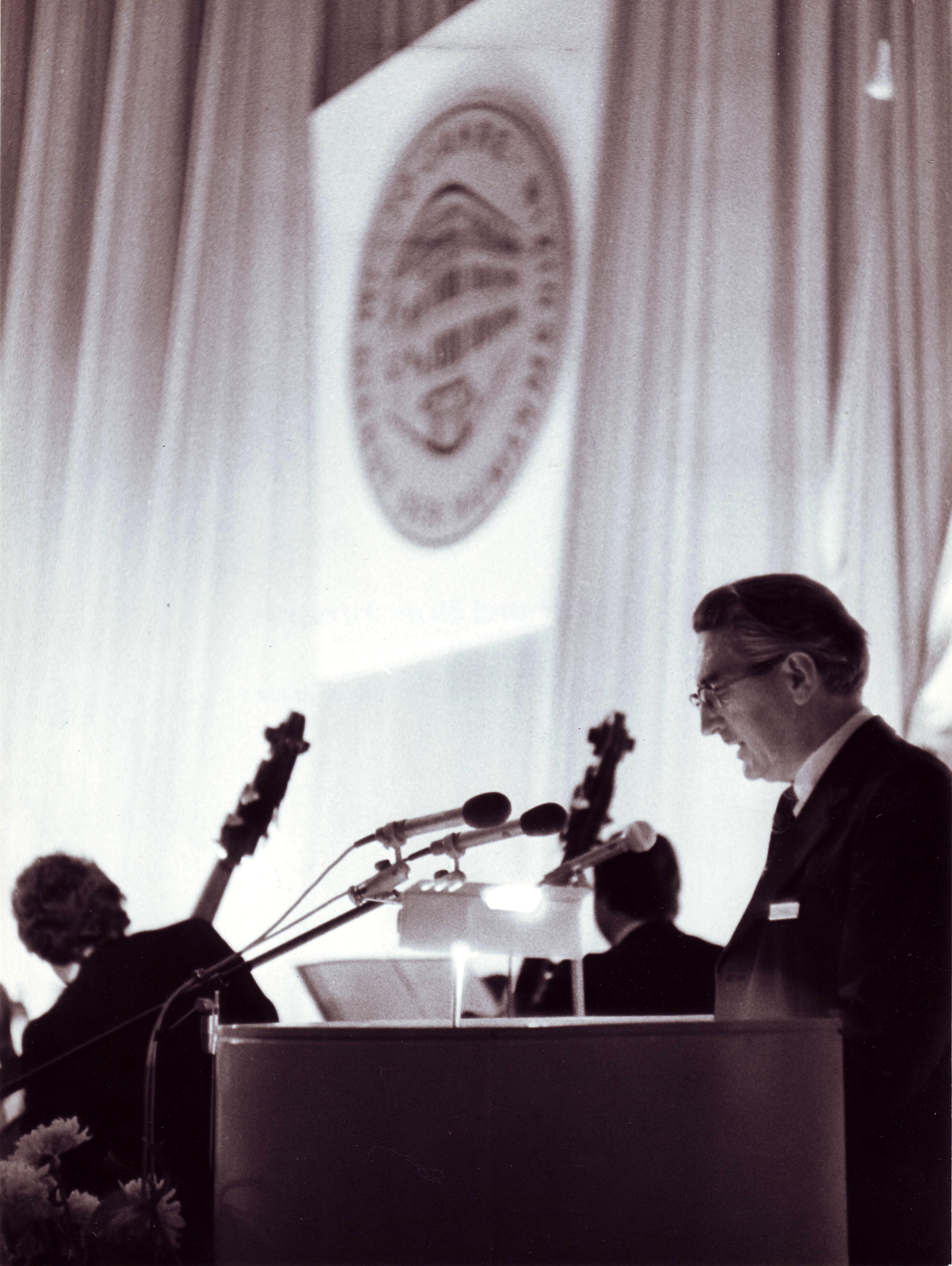
Dömök professzor tudományos előadást tart Drezdában (1978)
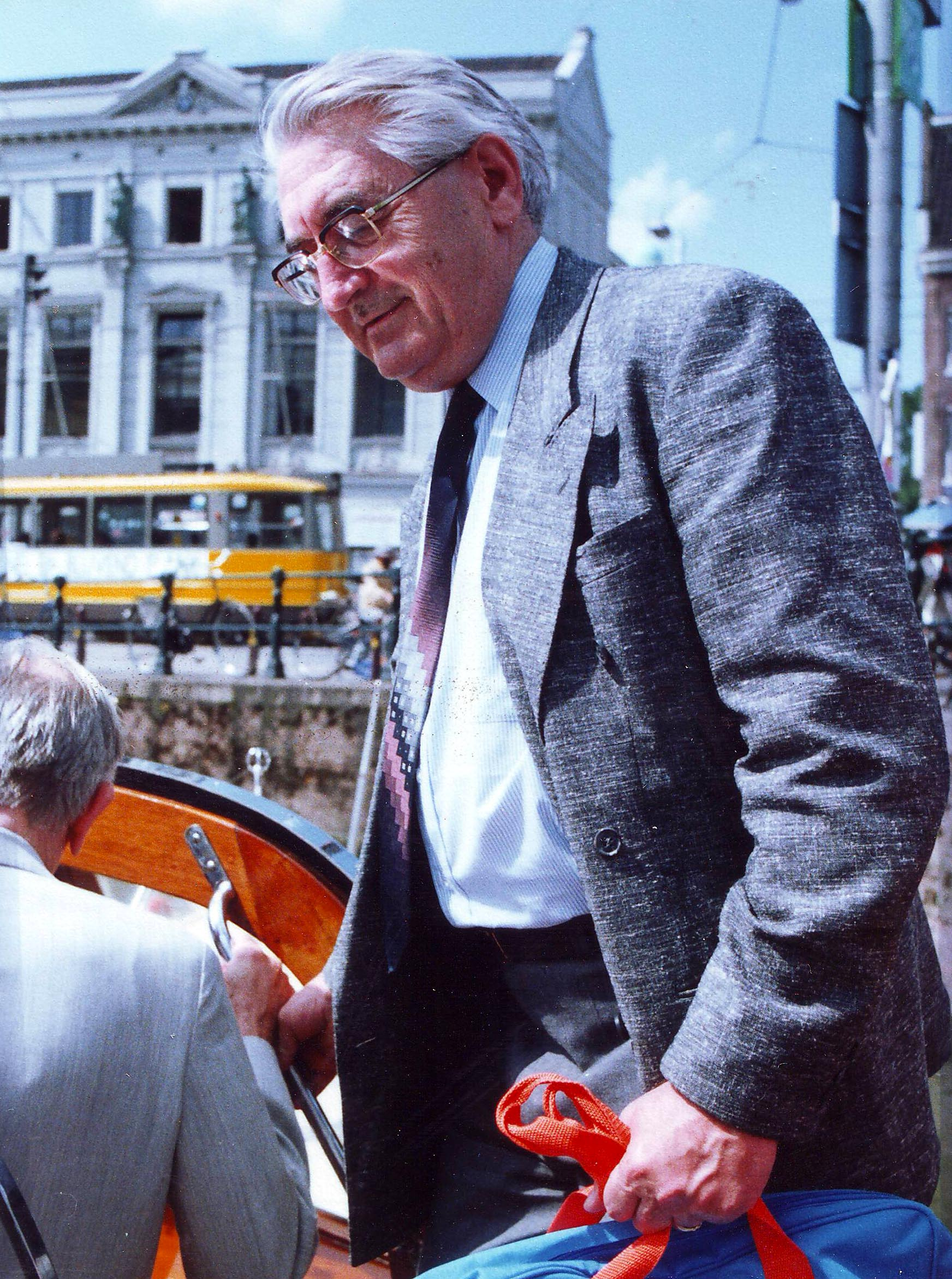
Dömök professzor 1993-ban Amszterdamban – tudományos ülésről távozóban
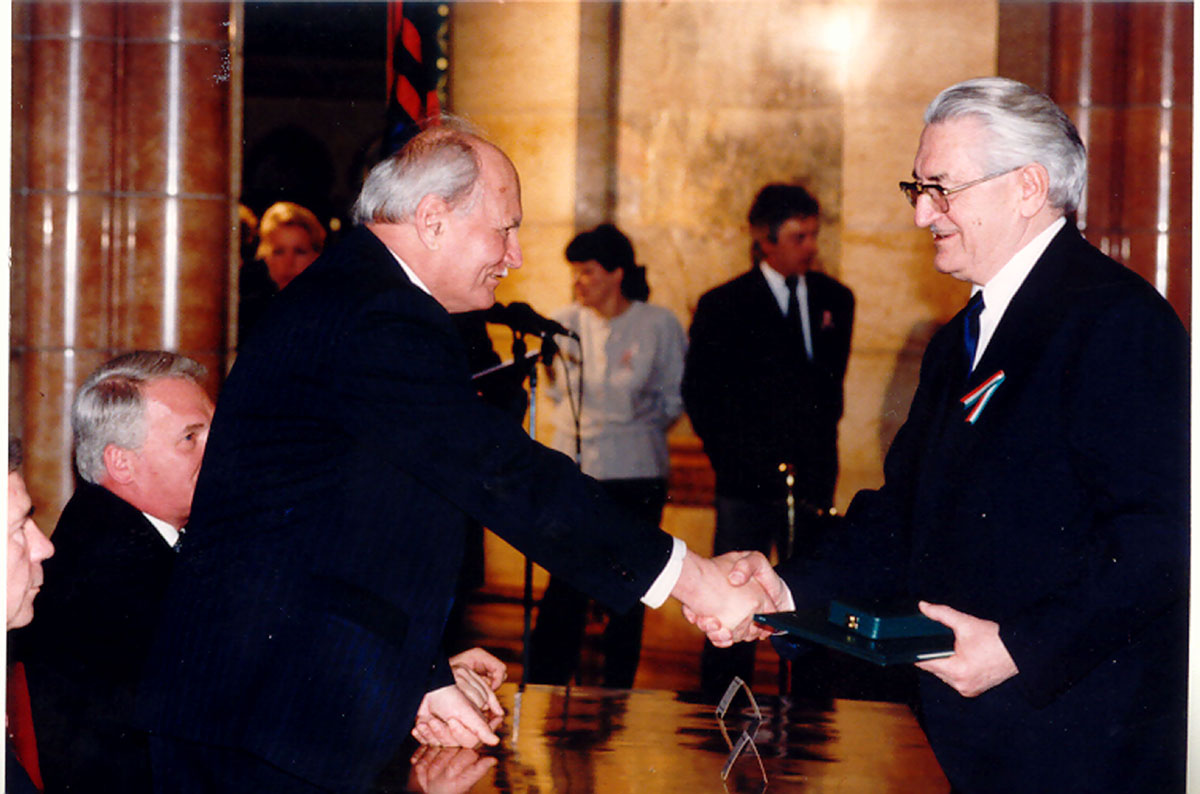
Göncz Árpád, köztársasági elnök a Magyar Köztársasági Érdemrend tisztikeresztjét adja át - 1995.
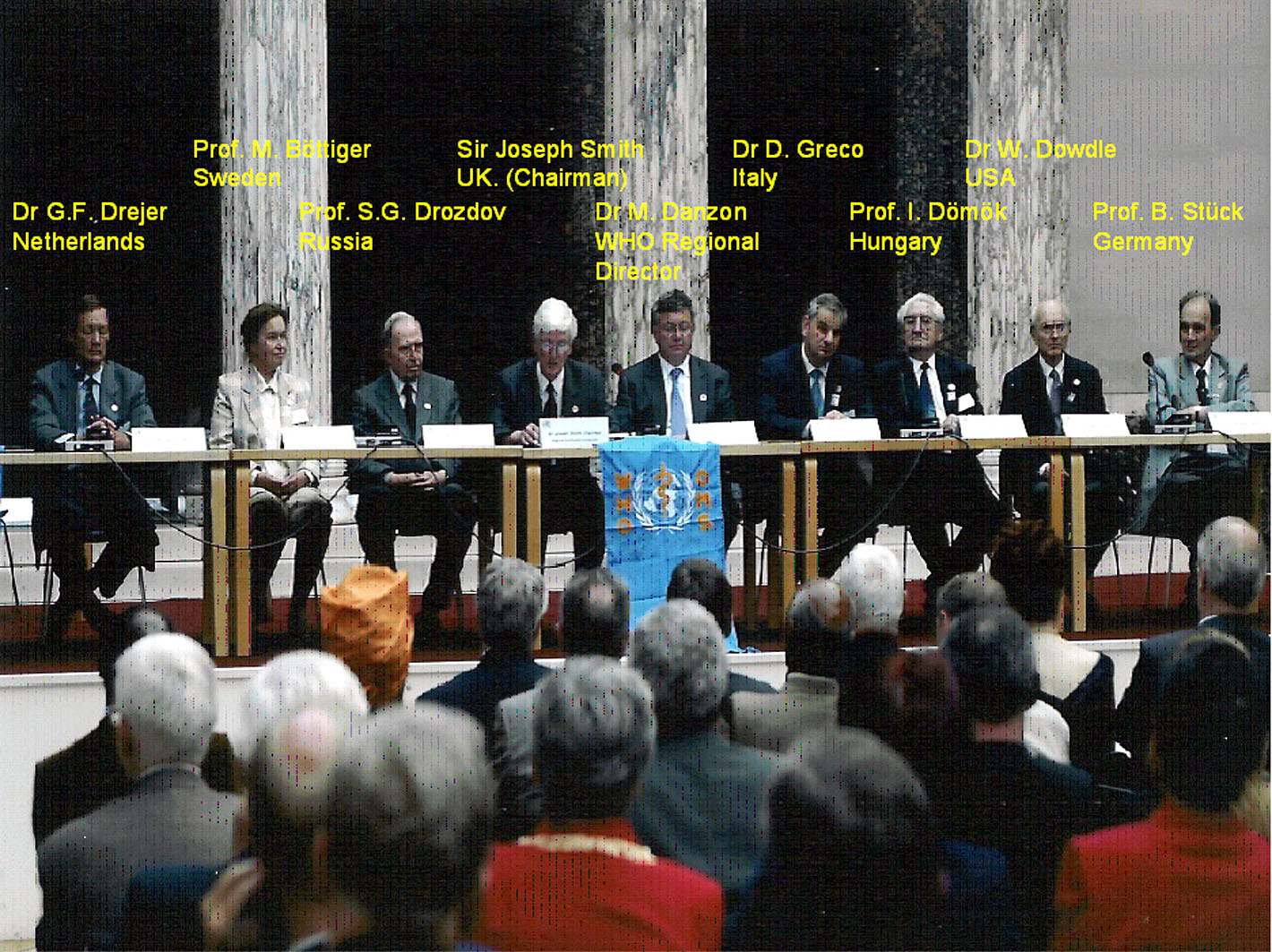
Európa mentes a járványos gyermekbénulástól – a dokumentum aláírói láthatók a fényképen felírva, köztük Dömök professzor
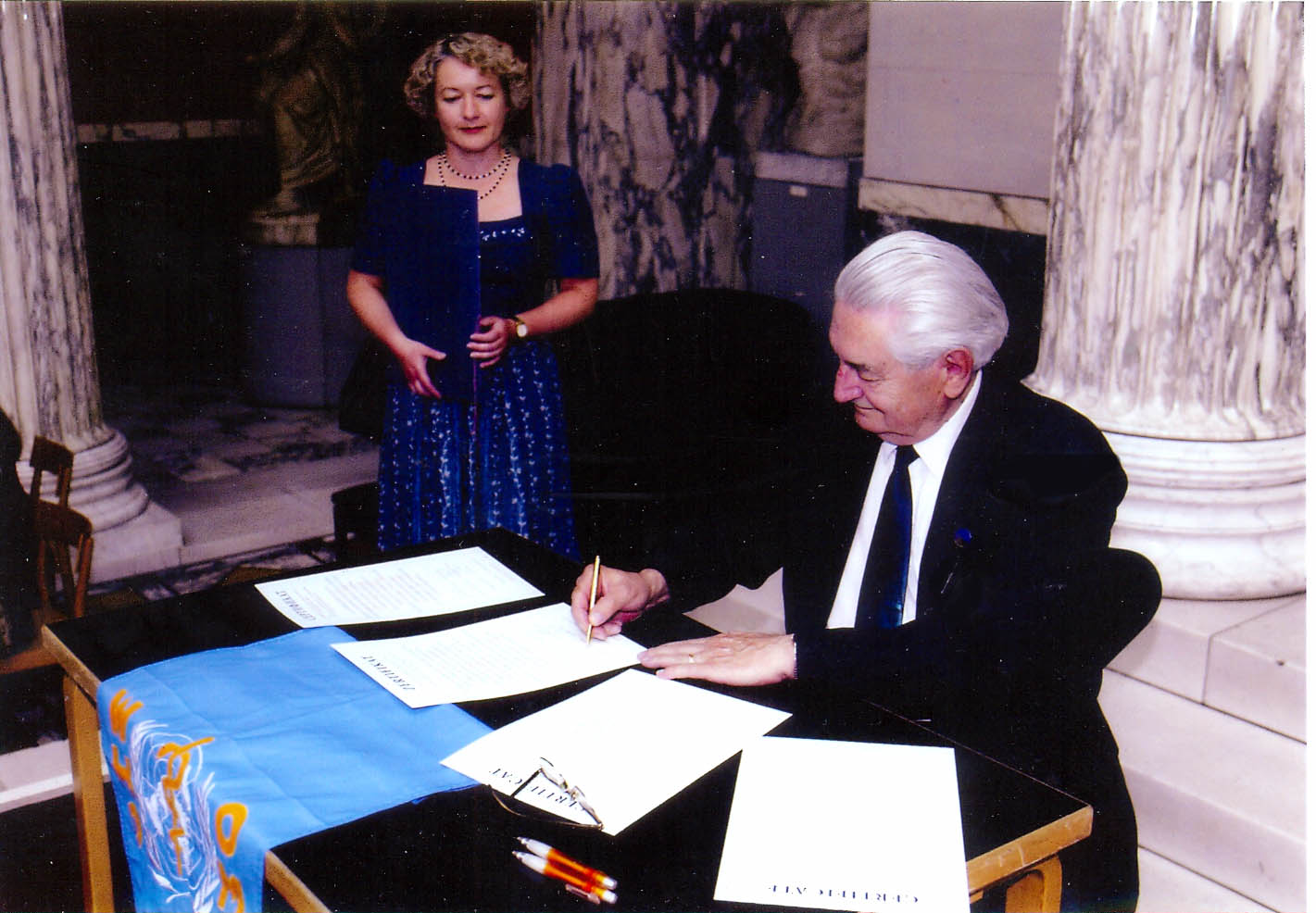
Európa mentes a járványos gyermekbénulástól – Dömök István a WHO-s bizonylat aláírása közben – 2002. június 21. Koppenhága, Glyptotek
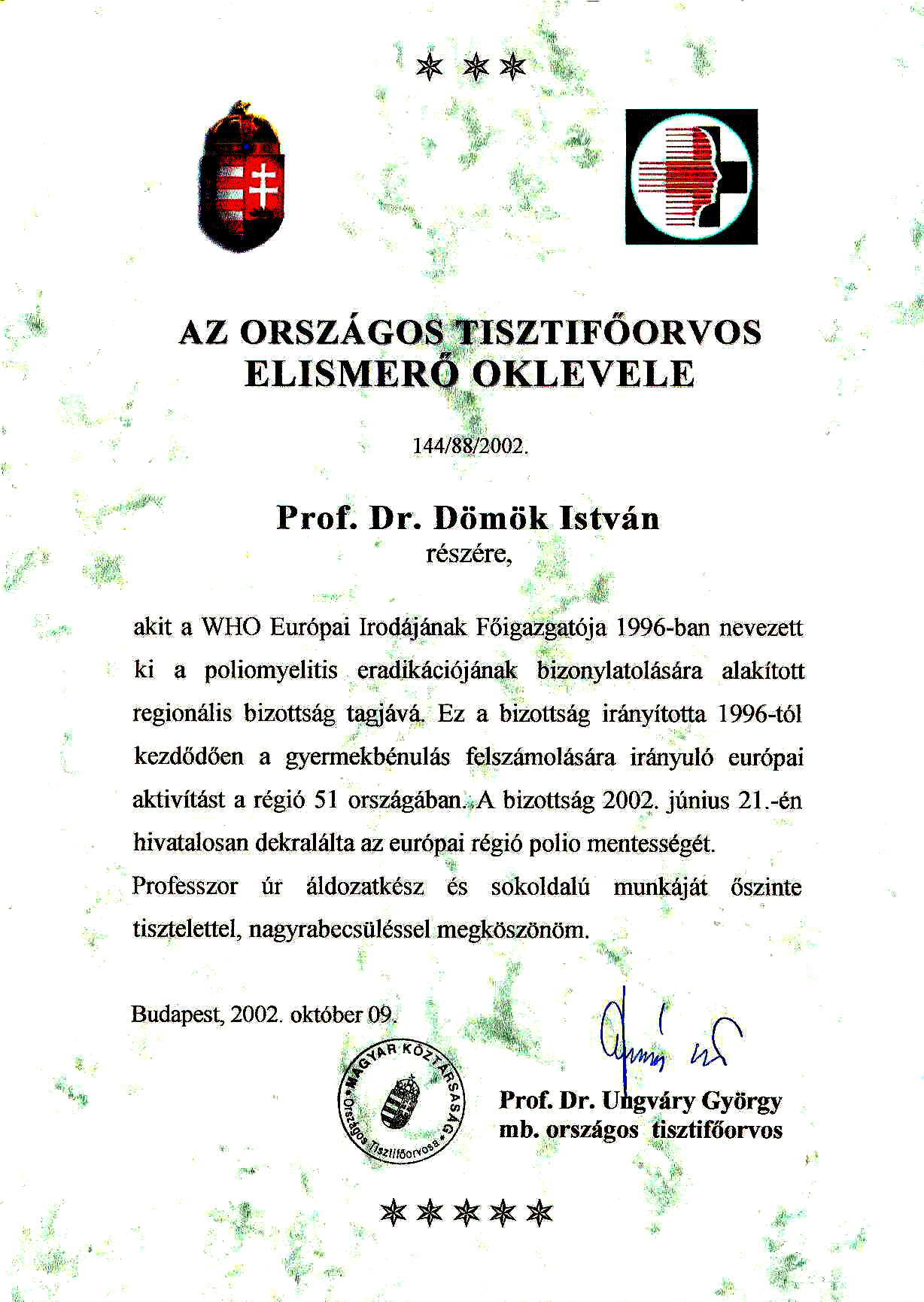
Oklevél Dömök professzor járványos gyermekbénulással kapcsolatos munkásságáért
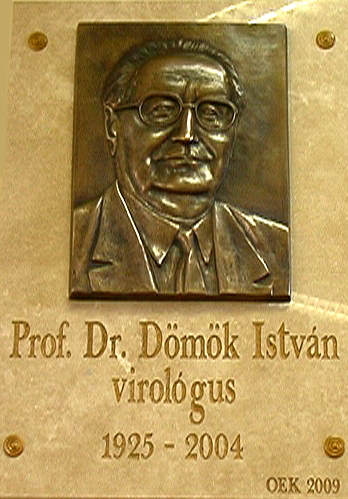
Dömök professzor emléktáblája Budapesten az Országos Epidemiológiai Központ falán
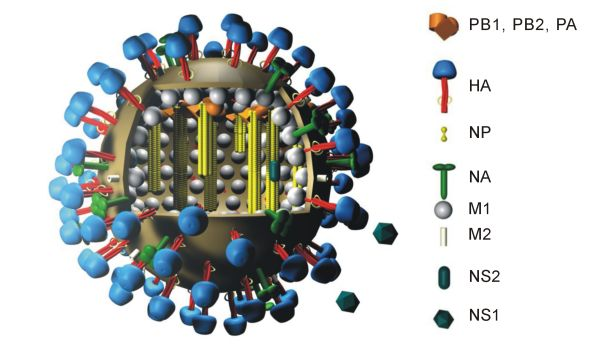
Influenzavírus 3 dimenziós modellje
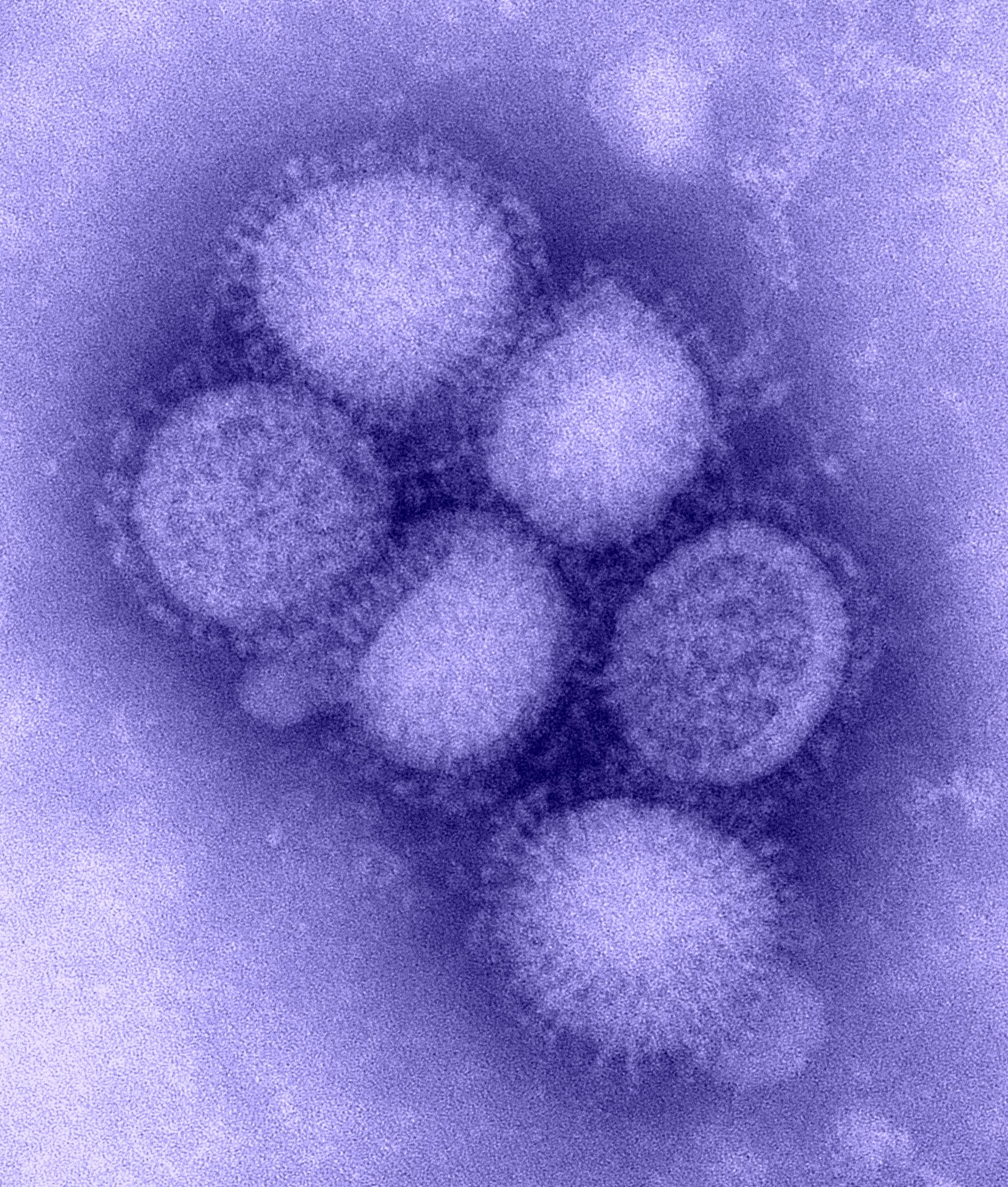
H1N1 influenzavírus elektronmikroszkópos képe
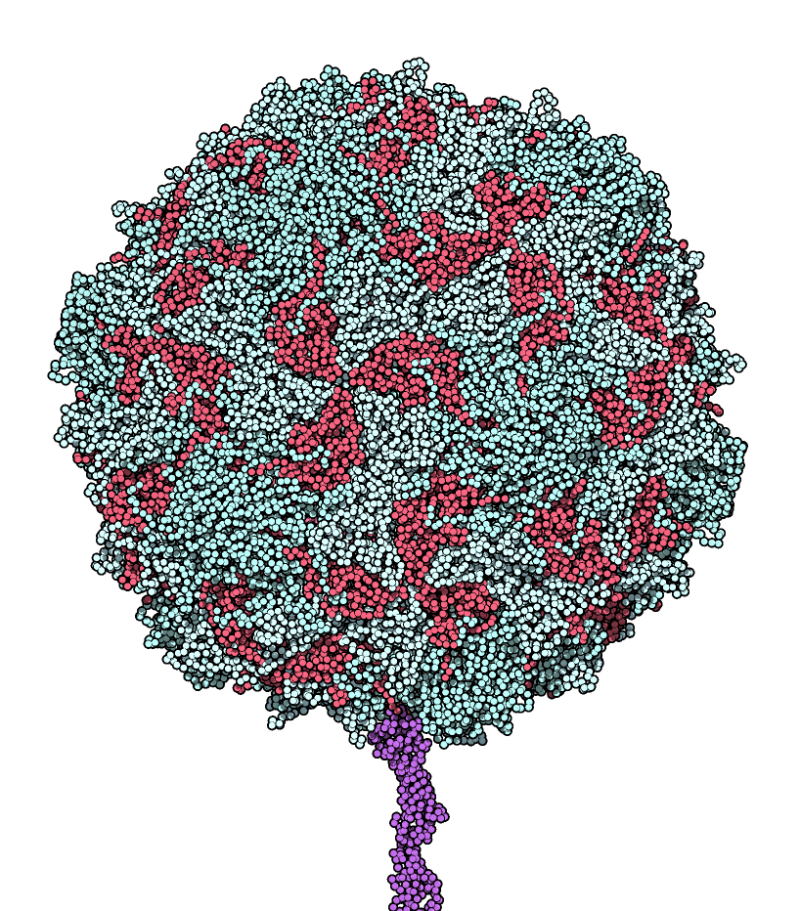
Poliovírus képe
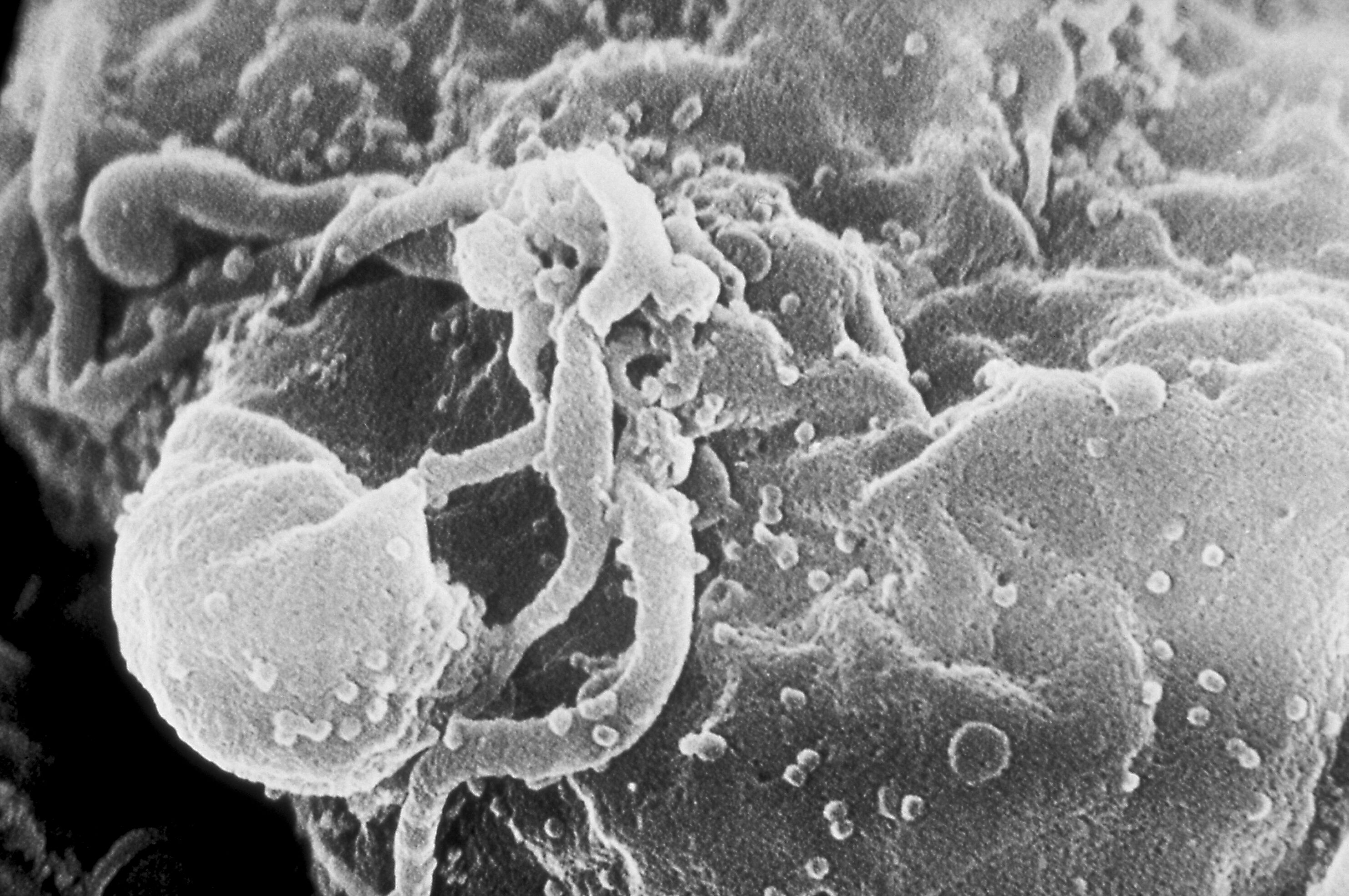
Pásztázó elektronmikroszkópos felvétel tenyésztett limfocita sejten lévő HIV-1 vírusról